# 소년시대
《소년시대》(영어: Boyhood)는 쿠팡플레이 에서 2023년 11월 24일부터 2023년 12월 22일까지 방송된 청춘, 코미디, 액션, 학원물, 서스펜스 금요드라마이다. 매주 금요일 업로드 된다.

## 기획의도
1989년 충청남도, 안 맞고 사는 게 일생일대의 목표인 온양 찌질이 병태가 하루아침에 부여 짱으로 둔갑하면서 벌어지는 이야기

## 제작진

### 제작사
- 더스튜디오엠

### 연출
- 이명우 : ( SBS 수목 대기획 《올인》(조연출), SBS 월화 미니시리즈 《발리에서 생긴 일》(조연출), SBS 주말 미니시리즈 《불량커플》(연출), SBS 월화 특별기획 드라마 《자명고》(연출), SBS 수목 특별기획 드라마 《대물》(프로듀서), SBS 월화 미니시리즈 《무사 백동수》(공동연출), SBS 월화 미니시리즈 《패션왕》(연출), SBS 아침 일일연속극 《두 여자의 방》(연출), SBS 월화 미니시리즈 《펀치》(연출), SBS 월화 미니시리즈 《귓속말》(연출), SBS 금토 미니시리즈 《열혈사제》(연출), SBS 금토 미니시리즈 《편의점 샛별이》(연출), 쿠팡플레이 오리지널 시리즈 《어느 날》(연출) 등 연출 )

### 극본
- 김재환

### 주요 인물
- 임시완 : 장병태 역 (아역: 정민준)
- 이선빈 : 박지영 역 (아역: 지민)
- 이시우 : 정경태 역
- 강혜원 : 강선화 역

### 주변 인물

#### 학생들

##### 부여농고
- 이상진 : 조호석 역
- 김정진 : 양철홍 역
- 김윤배 : 윤철홍 역
- 허건영 : 강대진 역
- 박건주 : 조상우 역
- 서동규 : 유승호 역
- 유영근 : 김상현 역
- 박주아 : 윤재문 역
- 이재학 : 박경덕 역
- 김관모 : 정민 역
- 이태희 : 김두용 역
- 정태수 : 박우청 역

##### 부여공고
- 윤태하 : 전정배 역
- 정윤재 : 박종빈 역
- 이건희 : 조원승 역

##### 그 외 학교
- 김수진 : 박효정 역
- 이빈 : 장문정 역
- 신윤정, 전희정, 김신영 : 사자머리 1, 2, 3 역
- 강필준 : 사자머리 오빠 역
- 서진원, 진희규, 이하늘 : 온양고 불량 1, 2, 3 역

#### 가족들
- 서현철 : 장학수 역
- 주인영 : 김미영 역
- 김정태 : 박상교 역
- 조지현 : 조상미 역
- 정애연 : 한미화 역
- 한동원 : 김형기 역

### 기타 인물
- 양준석, 박준혁 : 오락실 중학생 1, 2 역
- 율무, 김용준 : 인문계 학생 1, 2 역
- 박하이 : 트로트 가수 역

## 수상 목록
- 2024년 제3회 청룡 시리즈 어워즈 남우주연상 (임시완)
- 2024년 제10회 에이판 스타 어워즈 남자 신인상 (김정진)
- 2024년 제10회 에이판 스타 어워즈 남자 연기상 (서현철)
- 2024년 제10회 에이판 스타 어워즈 연출상 (이명우)